# Stylocordyla borealis
Stylocordyla borealis är en svampdjursart som först beskrevs av Loven 1868.  Stylocordyla borealis ingår i släktet Stylocordyla och familjen Stylocordylidae.

## Underarter
Arten delas in i följande underarter:
- S. b. eous
- S. b. globosa
- S. b. irregularis
- S. b. acuata
- S. b. typica